# فناوری نانو در صنعت ساخت‌وساز
نانو پوشش‌های سنگ و چوب:
این نانو پوشش‌های آنتی باکتریال، مقاوم در برابر آب، هوا، مواد ارگانیکی و غیرارگانیکی هستند و یکی از پوشش‌های اصلی صنعت ساختمان به‌شمار می‌روند. نانوپوشش‌های سنگ و چوب ترکیب‌هایی هستند که ضمن حفظ ظاهر اصلی سطح سبب نبود ایجاد چسبندگی در سطح شده و آب، چربی و دیگر آلودگی‌ها را از سطح دفع می‌کنند.
موارد مصرف فناوری نانو در صنعت ساختمان، سطوح چوبی نانوپوشش‌های سنگ وچوب است.
علاوه بر استفاده در سطوح چوبی معمولی برای سطوح چوبی جلادار و سطوح چوبی رنگ شده هم مورد استفاده قرارمی گیرند.
در سطوح چوبی جلادار سه ماه پس ازاعمال جلا مورد استفاده قرارمی گیرند و برای سطوح چوبی رنگ‌شده از نانوپوشش‌های چندمنظوره استفاده می‌شود.

## رابطه فناوری نانو و معماری
در دنباله معماری ارگانیک فرانک لوید رایت که در آن هدف خلق ساختارهایی در سازگاری با طبیعت بود، امروزه این مسئله در قالب معماری پایدار و افق جدید آن یعنی نانو تکنولوژی مطرح و مورد بحث و بررسی قرار می‌گیرد.
از آنجا که با استفاده از دستاوردهای فناوری نانو یک ساختمان در زمان‌ها و مکان‌های مختلف می‌تواند رفتارهای متفاوتی از خود نشان دهد، سخت و غیرقابل انعطاف یا نرم و سیال- تئوری‌های شناخت مواد به‌طور کلی دگرگون می‌شوند. در واقع مصالح، هویت ثابت خود را از دست می‌دهند و دیگر معماری در زمان و مکان محدود نخواهد شد. مدرک بی واسطه و مستدل برخورد مستقیم فناوری نانو با معماری، مصالح (تولیدات فیزیکی) هستند که عموماً کاربری‌های گوناگونی به ساختمان‌ها می‌بخشند. چنین مصالحی امکانات تازه‌ای را برای تکمیل و بهبود شئی معماری و اندیشیدن دربارهٔ شکل جدیدی از زندگی، به وجود می‌آورند.

## کاربردهای نانوفناوری در ساختمان
با گسترش روزافزون جمعیت و افزایش میزان ساخت‌وساز و همچنین به دلیل محدود بودن منابع و مصالح مصرفی، تقاضا برای استفاده از مصالح جدید در صنعت ساختمان افزایش پیدا کرده است. تلاش در جهت پیدا کردن راه حل‌هایی برای اصلاح کیفیت، افزایش کارایی مصالح و کاهش مصرف ماده خام و انرژی، موجب استفاده از فناوری‌های نوین در این صنعت شده است. یکی از بزرگ‌ترین فناوری‌های نوین در قرن حاضر فناوری نانو است که استفاده از آن در راستای برطرف کردن نیازهای صنعت ساختمان، می‌تواند راهگشا باشد. از مزایای استفاده از این فناوری می‌توان به افزایش کیفیت مصالح، صرفه‌جویی در مصرف انرژی و به تبع آن صرفه‌جویی اقتصادی اشاره کرد. گسترش این فناوری در معماری به‌طور چشمگیری در حال توسعه است که در زیر به چند مورد از آن اشاره شده است:
- سیمان و بتن
- نانو پوشش‌ها
- نانو شیشه‌ها
- رنگ‌های خود تمیز شونده
- رنگ‌های تصفیه‌کننده هوا
- سلول‌های فتوولتاتیک[۳]

## نانوتکنولوژی در بتن
علم نانو و مهندسی نانو که گاهی با عبارت بهسازی نانویی در بتن بیان می‌شوند، عناوینی هستند که برای توصیف دو مسیر در تحقیقات نانو تکنولوژی در بتن استفاده می‌شوند. استفاده از نانو تکنولوژی در صنعت بتن به چند سال اخیر برمی‌گردد. از حدود ۸۰ سال پیش تاکنون استفاده از سیلیکا در ابعاد میکرون به صورت گسترده‌ای در بتن‌های پایه سیمانی مورد استفاده قرار گرفته است. ثابت شده است که استفاده از ذرات ریزتر از میکرو سیلیس باعث افزایش مقاومت فشاری بتن گردیده است. علم نانو مربوط است به اندازه‌گیری و توصیف ساختار مواد پایه سیمانی در مقیاس نانو و میکرو برای درک بهتر رفتار در مقیاس بزرگ (ماکرو) و عملکرد آن از طریق استفاده از تکنیک‌های پیشرفته توصیف و مدل‌سازی مربوط به سطح اتمی یا ملکولی. نانو مهندسی شامل تکنیک‌های دستکاری ساختار در مقیاس نانومتری به منظور ایجاد نسل جدید و مناسب کامپوزیت‌های سیمانی با رفتار مکانیکی ایده‌آل است و حتی می‌توان بتن با خواص جدیدی مثل مقاومت الکتریکی پایین، هوشمند بودن، خود تمیزکننده، خود ترمیم‌کننده، شکل‌پذیری بالا و … به وجود آورد. فعالیت‌های تحقیقاتی اخیر در زمینه نانو تکنولوژی در بتن شامل: بررسی ذاتی هیدراسیون در سیمان، تأثیر اضافه کردن نانو سیلیکا به بتن، اضافه کردن نانو ذرات به سیمان، بتن و پوشش‌های سیمانی و مشاهده تأثیرات آن‌ها بر رفتار و مشخصات ایجاد شده است.
تحقیقات بسیاری در زمینه بکارگیری فناوری نانو در ساختمان بتن در حال انجام است به منظور درک این مطلب در سطح علم پایه از فناوری‌هایی مانند: میکروسکپ‌های AFM, SEM, FIB که برای مطالعه در مقیاس نانو ساخته شده‌اند استفاده می‌شود.

## نانوفوتونیک (Nano Photonic)
نانو فوتونیک به معنی مطالعه پخش نور و تشخیص نور(Light emitting and Light sensing) در مقیاس نانواست.
کنترل حرکت الکترون‌ها به وسیله کریستال‌های نیمه هادی، راه رابرای فناوری‌های جدیدی باز کرده و درسایه این فناوری‌ها، زندگی برای نسل‌های آینده بسیار راحت خواهد شد. تاکنون ابزار الکترونیکی بسیاری ازقبیل؛ کامپیوتر،CD player و … وارد زندگی ما شده است. اما تأثیر الکترون‌ها بریکدیگر و سرعت پایین آنها، دانشمندان را به طرف آرایش‌های جدید اتمی کشانده است.
در سال ۱۹۸۷ ساختار پریودیک فوتونیک نشان داده که نور صاحب باند ممنوعه است، کنترل حرکت نور یک انقلاب در دنیای الکترونیک به‌شمار می‌رود. فوتون‌ها (کوانتوم‌های نور) هم به همدیگر بی تأثیر وهم نسبت به الکترون‌ها هزاران برابر سرعت را دارا هستند، به همین دلیل، مدارهای کاملاً «اپتیک، نسبت به مدارهای الکترونیکی بسیار سریع‌تر کارمی کنند و در آینده نزدیک قرن الکترونیک جای خود را به قرن فوتونیک خواهد داد. کریستال‌های فوتونیک، از آرایش ابزار دی الکتریک ویا متالیک، به‌طور متناوب به صورت‌های یک، دو ویا سه بعدی تنظیم و به دست می‌آیند. ساختارهای نانوفوتونیک با توانائی کنترل حرکت نور و تغییر مشخصه‌ها، راه را برای علوم و فناوری‌های بسیاری بازکرده است. مدارهای کاملاً» اپتیک در خطوط ارتباطی آینده نقش بسیار مهمی را بازی خواهند کرد. طاووس تمام جذابیت خود را مدیون کریستال‌های نانو فوتونیک موجود در پرهای خود است.

## نانو پوشش‌های هوشمند
نانو پوشش‌های هوشمند، از جمله مهم‌ترین دستاوردهای بهره‌گیری از فناوری نانو در عرصه ساخت و تولید پوشش‌ها به‌شمار می‌روند که علاوه بر کارکردهای گوناگون و چند منظوره، انتظارات مصرف کنند را در زمینه صرفه جویی در هزینه و انرژی برآورده می‌سازند. مواد نانو ساختار در پوشش‌های هوشمند ضد خوردگی، ضد رادار، تصفیه‌کننده هوا، تمیزکننده سطوح و پوشش‌های زیست فعال بکار می‌روند. این مواد با بهره‌گیری از برخی عوامل محیطی از جمله نور، گرما یا با حساسیت به برخی تغییرات شیمیایی همچون وقوع واکنش خوردگی، عکس‌العمل مناسب و کارکردهای مورد انتظار را بروز می‌دهند. در اینجا نقش نانوذرات در عملکرد هوشمندانه هر یک از پوشش‌های فوق مورد بررسی قرار می‌گیرد.

## نانوپوشش‌های هوشمند ضدخوردگی
به‌کارگیری نانوذرات در ساخت پوشش‌های ضد خوردگی، از جمله مهم‌ترین دستاوردهای فناوری نانو است. از کارکردهای مهم نانوذرات در پوشش‌های حفاظتی می‌توان به بهبود خواص سدکنندگی، محافظت آندی، کاتدی و افزایش خواص چسبندگی اشاره کرده. استفاده از نانوذرات به عنوان حامل بازدارنده‌های خوردگی نیز از کارکردهای غیرمستقیم حفاظتی نانوذرات در ساخت پوشش‌های هوشمند است.
نانوذرات با توجه به برخورداری از ویژگی‌هایی نظیر سطح جانبی و واکنش‌پذیری شیمیایی بالا قادرند درصد بالایی از ذرات بازدارنده خوردگی را بر روی خود حمل کنند.
اصل مهم در استفاده از نانو ذرات برای پوشش‌های هوشمند، انتخاب نوعی از نانوذره است که بتواند گونه‌ای از اتصالات موقت یا بازدارنده‌ها را ایجاد کند که به محض آزاد شدن محصولات جانبی خوردگی، این اتصالات شکسته شده و آزادسازی بازدارنده در محیط ممکن گردد.
در دسته‌ای از نانوپوشش‌های هوشمند ضد خوردگی، اتصالات ایجاد شده میان نانوذره و بازدارنده نسبت به یون‌های هیدروکسید که از محصولات جانبی عمده در فرایندهای خوردگی فلزات هستند حساس بوده و به محض آزاد شدن آن در محیط، اتصالات شکسته شده و بازدارنده به طرف محل آسیب دیده حرکت می‌کند. بازدارنده به طرف آسیب دیده حرکت می‌کند. بازدارنده در واکنش با عوامل خورنده احیا شده، اکسیدهای نامحلولی ایجاد می‌کند که بر روی سطح فلز رسوب و از نفوذ الکترولیت به سطح فلز جلوگیری می‌کند و موجب غیرفعالی شدن آن می‌گردند.
از مهم‌ترین مزایای این دسته از پوشش‌ها عدم بکارگیری برخی بازدارنده‌های شیمیایی نظیر کروماتها است که به شدت سرطان زا هستند. استفاده از بازدارنده‌هایی نظیر کرومات‌ها در پوشش‌های غیرهوشمند به دلیل آزادسازی مداوم آن‌ها حتی هنگام ایجاد نشدن واکنش خوردگی، موجب مصرف مقادیر بسیار زیاد و بی‌رویه می‌شد که خطرات زیست‌محیطی بسیاری را به دنبال داشت.

## نانوپوشش‌های هوشمند تصفیه‌کننده هوا
نانوپوشش‌های تصفیه‌کننده هوا بر روی سطوح خارجی ساختمان‌ها و جاده‌ها به ویژه در نقاط پرتردد و دارای آلودگی بالا قابل استفاده هستند. به‌کارگیری این پوشش‌ها یکی از راه‌های کاهش خسارات ناشی از آلودگی هوا، به ویژه کاهش درصد NOX و VOC محیط محسوب می‌گردد.

هم‌اکنون این نوع پوشش‌ها به دو شکل پوشش‌های آلی و غیر آلی تولید می‌شوند. عامل تأثیرگذار مهم در عملکرد این دسته از پوشش‌های هوشمند، اکسیدهای فلزی نیمه هادی و فوتوکاتالیست‌هایی نظیر CdS, WO3 , TiO2 و ZnO است که از میان آن‌ها استفاده از TiO2 یا دی اکسید تیتانیوم به دلیل پایداری شیمیایی بالا، سمیت پایین و ارزان بودن رایج تر است.

یکی دیگر از مهم‌ترین اجزای سازنده این دسته از نانوپوشش‌ها انواع نمک‌های کربنات است که شامل کربنات کلسیم، کربنات روی، کربنات منیزیم یا مخلوطی از آنهاست که رایج‌ترین آن‌ها کربنات کلسیم است. این ترکیب می‌تواند ماده حاصل از واکنش فوتوکاتالیستی میان رادیکال‌های آزاد تولید شده روی سطح نانوذرات دی‌اکسید تیتانیوم با NO یا NO2 را به نمک‌های معدنی کم خطر تبدیل کند.

## رنگ‌های تصفیه‌کننده هوا
ناکسوت ()اولین رنگ تصفیه‌کننده هوا در جهان

محصولی که در این رابطه به تازگی اختراع شده و در حال حاضر به تولید صنعتی نیز رسیده است اولین رنگ تصفیه‌کننده هوا ناکسوت نام دارد.
این محصول که حاصل تحقیقات گسترده از گروه کنسرسیومی به نام پیکادا از اتحادیه اروپا می‌باشد در کشور فیلیپین

ناکسوت هوا را پاک می‌کند و طی یک واکنش شیمیایی، اکسیدهای سمی نیتروژن مانند مونوکسید نیتروژن و دی‌اکسید نیتروژن حاصل از احتراق موتور خودروها و فعالیت کارخانجات و نیروگاه‌ها و غیره را خنثی و بی‌ضرر می‌کند.

بکارگیری دی‌اکسید تیتانیوم نانو سبب خاصیت فتوکاتالیستی در ناکسوت شده است. این امر همچنین باعث خواص آنتی باکتریال، خودشویندگی و از بین برندگی بو در رنگ ناکسوت شده است. ناکسوت با تبدیل سطوح رنگ شده به تصفیه‌کننده هوا راهی مقرون به صرفه در رسیدن به هوای پاک تر برای همه مهیا کرده است.

ذرات نانوی دی‌اکسید تیتانیوم (TiO2) موجود در کریستال اکتیو CristalActiv™ انرژی لازم را از نور خورشید و اشعه ماورای بنفش دریافت کرده و در حضور رطوب و بخار آب موجود در هوا، رادیکال‌های هیدروکسیل و پروکسیل آزاد می‌نماید. این رادیکال‌های آزاد ایجاد شده در میلیاردم ثانیه، سبب واکنشی خواهد شد که باعث شکسته شدن اکسیدهای نیتروژن (NOx) موجود در هوا می‌شود. این ذرات شکسته شده با ذرات کربنات کلسیم قلیائی موجود در رنگ خنثی می‌شود و مقادیر بی‌ضرر از نیترات کلسیم و مقادیر ناچیز از دی‌اکسید کربن و آب تولید می‌گردد. نیترات کلسیم محلول در آب است و به راحتی از سطح رنگ جدا شده که این امر باعث آمادگی سطح رنگ برای واکنش بعدی خواهد شد.<ref>وبسایت اصلی محصول
محصولات تولید شده در صنعت ساختمان

## نانوپوشش‌های خود تمیز شونده
برآمدگی‌های میکروسکوپی بر روی برگ یک نیلوفر آبی، سطح مومسان آن را به سطحی ابر آب گریز تبدیل می‌کند که به شدت دافع آب است. قطرات باران به آسانی در سراسر چنین سطحی غلتیده، هر گونه آلودگی را حذف می‌کند.
محققان مواد مصنوعی خود تمیزکننده‌ای را تولید کرده‌اند که «اثر نیلوفر آبی» هستند. این در حالی برخی از آن‌ها مبتنی بر این است که دیگران، از خصوصیت متقابل یعنی ابر آب دوستی و واکنش‌های شیمیایی کاتالیستی بهره می‌گیرند.
محصولات آینده ممکن است دو ویژگی آبدوستی و آبگریزی را با یکدیگر ترکیب کنند یا از موادی با قابلیت کلیدزنی استفاده کنند و به این شکل جریان مایعات را در اجزای میکروسیالی کنترل کنند.
ویلیام بارتلات (کاشف و توسعه دهنده اثر نیلوفر آبی (از دانشگاه بُن آلمان، چشم‌اندازی از یک شهر منهتن خودتمیزشونده را مطرح نموده است که در آن یک باران کوچک، پنجره‌ها و دیوارهای آسمان خراش‌ها را همانند یک نیلوفر آبی کاملاً تمیز می‌کند. در جایی دیگر، وی چادرها و سایبان‌هایی را معرفی می‌کند که با استفاده از بافت‌های جدید و بدون مداخلهٔ انسان، تمیز و بدون لک باقی می‌مانند.

## شیشه‌های هوشمند
از قابلیت‌های شیشه‌های هوشمند (SMART GLASS) امکان تغییر میزان شفافیت و رنگ شیشه می‌باشد که می‌توانند در کنترل شدت نور و کاهش تلفات انرژی، نقش مؤثری ایفا کنند و بدین ترتیب باعث کاهش ورود اشعه ماوراء بنفش به محیط شده و از عوارض تخریبی آن بر پوست بدن و لوازم منزل جلوگیری کنند و به علاوه نیاز به پرده و لوازم جانبی آن را در ساختمان برطرف می‌کنند.

## مواد نانو کامپوزیت
مواد نانو کمپوزیت بر پایه پلیمر (ماتریس پلیمری) اولین بار در سال‌های ۷۰ معرفی شده‌اند که از فناوری sol-gel جهت انتشار (Disperse) دادن ذرات نانو کانی درون ماتریس پلیمر استفاده شده است.